# 大盜五右衛門 (電影)
《大盜五右衛門》或譯俠盜石川，是2009年上映的日本忍者電影，為導演紀里谷和明所執導的第二部作品。

## 劇情
1582年，意欲称霸天下的织田信长在本能寺遭反臣明智光秀暗杀，信长的得力助手丰臣秀吉起兵讨伐明智光秀，建立起丰臣政权。世间战乱虽未尽灭，倒也获得了暂时的和平。然而贫富悬殊、世道艰难，百姓的生活依然艰辛。此时，侠盗石川五右卫门横空出世，以其不凡的身手劫富济贫，成为百姓心中的英雄。
一天夜里，五右卫门在纪伊国屋文左卫门的家藏财宝中，发现了一个南蛮制造的箱子。将箱子盗出之后，发现里面空空如也，就把它丟棄。不久后，五右卫门从猿飞佐助之处得到消息，石田三成未从纪伊国屋家中得到箱子，派出雾隐才藏四处搜寻。五右卫门認為事有蹊翹，便决定找回自己所丢弃的南蠻箱。他来到贫民窟，一位少年小平太偶然得到了此箱，但卻目睹官差又八刀將小平太母亲劈死的情景，讓双亲被杀的凄惨一幕重新涌上五右卫门的心头。才藏找到五右卫门，两人随即展开激战。就在才藏准备杀死五右卫门的时候，两人的师父服部半藏出手逼退了才藏。
石田三成派出雾隐才藏，德川家康派出服部半藏，各路强豪所抢夺的箱子中，藏着有关信长遭暗杀事件的重大秘密。得知真相的五右卫门只身来到大阪城，与茶茶意外重逢。以前在信长的安土城，五右卫门曾为茶茶的護衛，而两人彼此爱慕。
直面命运抗争到底的五右卫门、一心想当上武士的雾隐才藏、大权在握并夺走五右卫门所爱之人的丰臣秀吉、欲杀秀吉横夺天下的石田三成、为了终结战乱而狠心做出抉择的茶茶、筹划着新时代的德川家康与服部半藏，爱恨交织、野心相竞的大战拉开了序幕。

## 演員
| 角色         | 演員       |
| ------------ | ---------- |
| 石川五右衛門 | 江口洋介   |
| 霧隱才藏     | 大澤隆夫   |
| 淺井茶茶     | 廣末涼子   |
| 猿飛佐助     | ゴリ       |
| 織田信長     | 中村橋之助 |
| 豐臣秀吉     | 奥田瑛二   |
| 千利休       | 平幹二朗   |
| 德川家康     | 伊武雅刀   |
| 服部半藏     | 寺島進     |
| 明智光秀     | 紀里谷和明 |
| 石田三成     | 要潤       |
|              | 佐田真由美 |
| 又八         | 玉山鐵二   |
| 我王         | 崔洪萬     |
| 夕霧太夫     | 戶田惠梨香 |
| 吉野太夫     | 佐藤江梨子 |
| 小平太       | 深澤嵐     |

## 外部連結
- （日語）官方網站（页面存档备份，存于）
- 互联网电影数据库（IMDb）上《大盜五右衛門》的资料（英文）